# Lord Borthwick

Wappen der Lords Borthwick

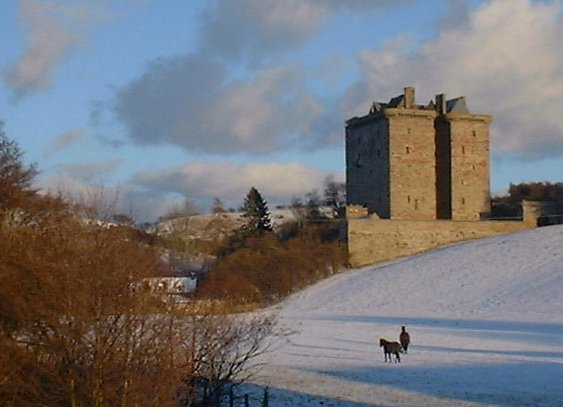
Borthwick Castle

Lord Borthwick ist ein erblicher britischer Adelstitel in der Peerage of Scotland. Historischer Familiensitz der Lords war Borthwick Castle bei North Middleton in Midlothian.

## Verleihung
Der Titel wurde am 12. Juni 1452 für den schottischen Ritter Sir William de Borthwick of that Ilk, geschaffen. Von 1675 bis 1762, 1722 bis 1870 und 1910 bis 1986 ruhte der Titel, da unklar war, wer der berechtigte Erbe sei. Die Ruhezeiten endeten jeweils indem das Committee for Privileges and Conduct des House of Lords einem berechtigten Nachfahren den Titel bestätigte und dessen de iure berechtigte, aber verstorbene Vorgänger rückwirkend als Lords Borthwick anerkannte. Heute hat sein Nachfahre John Borthwick, 24. Lord Borthwick den Titel inne.

## Liste der Lords Borthwick (1452)
- William Borthwick, 1. Lord Borthwick († 1470)
- William Borthwick, 2. Lord Borthwick († 1484)
- William Borthwick, 3. Lord Borthwick († 1513)
- William Borthwick, 4. Lord Borthwick († 1543)
- John Borthwick, 5. Lord Borthwick († 1566)
- William Borthwick, 6. Lord Borthwick († 1582)
- James Borthwick, 7. Lord Borthwick (1570–1599)
- John Borthwick, 8. Lord Borthwick († 1623)
- John Borthwick, 9. Lord Borthwick (1616–1675) (Titel ruhend 1675)
- William Borthwick, de iure 10. Lord Borthwick († 1690)
- William Borthwick, de iure 11. Lord Borthwick (1666–1706)
- Henry Borthwick, de iure 12. Lord Borthwick († 1706)
- William Borthwick, de iure 13. Lord Borthwick († 1723)
- Henry Borthwick, 14. Lord Borthwick († 1772) (Titel bestätigt 1762; Titel ruhend 1772)
- Patrick Borthwick, de iure 15. Lord Borthwick († 1772)
- Archibald Borthwick, de iure 16. Lord Borthwick (1732–1815)
- Patrick Borthwick, de iure 17. Lord Borthwick (1779–1840)
- Archibald Borthwick, de iure 18. Lord Borthwick (1811–1863)
- Cunninghame Borthwick, 19. Lord Borthwick (1813–1885) (Titel bestätigt 1870)
- Archibald Borthwick, 20. Lord Borthwick (1867–1910) (Titel ruhend 1910)
- William Henry Borthwick, de iure 21. Lord Borthwick (1832–1928)
- Henry Borthwick, de iure 22. Lord Borthwick (1868–1937)
- John Borthwick, 23. Lord Borthwick (1905–1996) (Titel bestätigt 1986)
- John Borthwick, 24. Lord Borthwick (* 1940)

Mutmaßlicher Titelerbe (Heir Presumptive) ist der Bruder des aktuellen Titelinhabers, James Borthwick of Glengelt, Master of Borthwick (* 1975).